# Røtinga
Røtinga est une île norvégienne du comté de Hordaland appartenant administrativement à Os.

## Description
Rocheuse et couverte d'arbres, elle s'étend sur environ 2,206 km de longueur pour une largeur approximative de 1,994 km. Fortement viabilisée sur sa parte nord-ouest, elle compte une centaine d'habitations et de nombreuses rues.

## Histoire
En 1801, l'île comptait 49 habitants et en 1900, 70.